# Peter J. Devlin
Peter J. Devlin é um sonoplasta americano. Como reconhecimento, foi nomeado ao Óscar 2019 na categoria d Melhor Mixagem de Som por Black Panther (2018).